# Снитище
Снитище (укр. Снитище) — село на Украине, находится в Народичском районе Житомирской области.
Население по переписи 2001 года составляет 148 человек. Почтовый индекс — 11422. Телефонный код — 4140. Занимает площадь 0,572 км².

## Адрес местного совета
11422, Житомирская область, Народичский р-н, с.Старый Дорогинь